# Croton triacros
Espèce
Croton triacros est une espèce de plantes à fleurs du genre Croton et de la famille des Euphorbiaceae, présente au nord-est du Queensland en Australie.